# Головня Анатолій Дмитрович
Головня Анатолій Дмитрович (2 лютого 1900, Сімферополь — †25 червня 1982, Москва) — радянський кінооператор. Заслужений діяч мистецтв РРФСР (1935), доктор мистецтвознавства (1966). Один з основоположників радянської операторської школи.

## Біографія
У 1926 закінчив Державний технікум кінематографії. Дебютував фільмом «Шахова гарячка» (1925).
Викладав (з 1934) у ВДІКу (з 1939 професор).
Лауреат двох Сталінських премій (1947 1951).
Дружина і співавтор ряду операторських робіт — Тамара Лобова (1911—2007), радянський російський кінооператор. Заслужений діяч мистецтв РРФСР (1969).

## Фільмографія

### Режисер
- 1929 — Рибний промисел/Рыбный промысел
- 1931 — Великі будні/Великие будни (спільно з А. Ледащевим)

### Сценарист
- 1931 — Великі будні/Великие будни (автор сценарію спільно з С. Евлаховим)
- 1934 — Кар'єра Рудді/Карьера Рудди (автор сценарію спільно з В. Немоляєвим)

### Оператор
- 1925 — Цеглинки/Кирпичики
- 1925 — Механіка головного мозгу/Механика головного мозга
- 1925 — Шахова гарячка
- 1926 — Мати
- 1927 — Кінець Санкт-Петербурга
- 1927 — Людина з ресторану (спільно з К. Венцем)
- 1928 — Нащадок Чингізхана
- 1929 — Живий труп
- 1929 — Рибний промисел/Рыбный промысел
- 1933 — Дезертир
- 1938 — Перемога
- 1939 — Мінін і Пожарський
- 1940 — Суворов (спільно з Т. Лобовою)
- 1941 — Бойова кінозбірка № 6: Свято у Жирмунці/Пир в Жирмунке (спільно з Т. Лобовою)
- 1942 — Невловимий Ян (спільно з Т. Лобовою)
- 1946 — Адмірал Нахімов (спільно з Т. Лобовою)
- 1950 — Жуковський (спільно з Т. Лобовою)

### Актор
- 1929 — Скляне око/Стеклянный глаз

### Персонаж
- 2005 — Анантолій Головня та його жінки/Анатолий Головня и его женщины

## Праці
- Свет в искусстве оператора. — 1945.
- Фотокомпозиция. — 1962. (з Л. П. Дико)
- Мастерство кинооператора. — 1965.
- Композиция фотокадра. — М., 1938.
- Съёмка цветного кинофильма. — М., 1952.
- Композиция кинокадра. — М., 1965.
- Экспонометрия съёмки. — М., 1966.
- Экран — моя палитра. — М., 1971.
- Киноосвещение. — М., 1973.
- Операторское мастерство. — М., 1976.
- Творчество оператора фильма. — М., 1978.